# ام‌وی ساوارنا
ام‌وی ساوارنا (به انگلیسی: MV Savarona) یک کشتی است که طول آن ۴۰۸ فوت (۱۲۴ متر) و ارتفاع آن ۵۲ فوت (۱۶ متر) می‌باشد. این کشتی در سال ۱۹۳۱ ساخته شد.